# گریمویزر اعظم

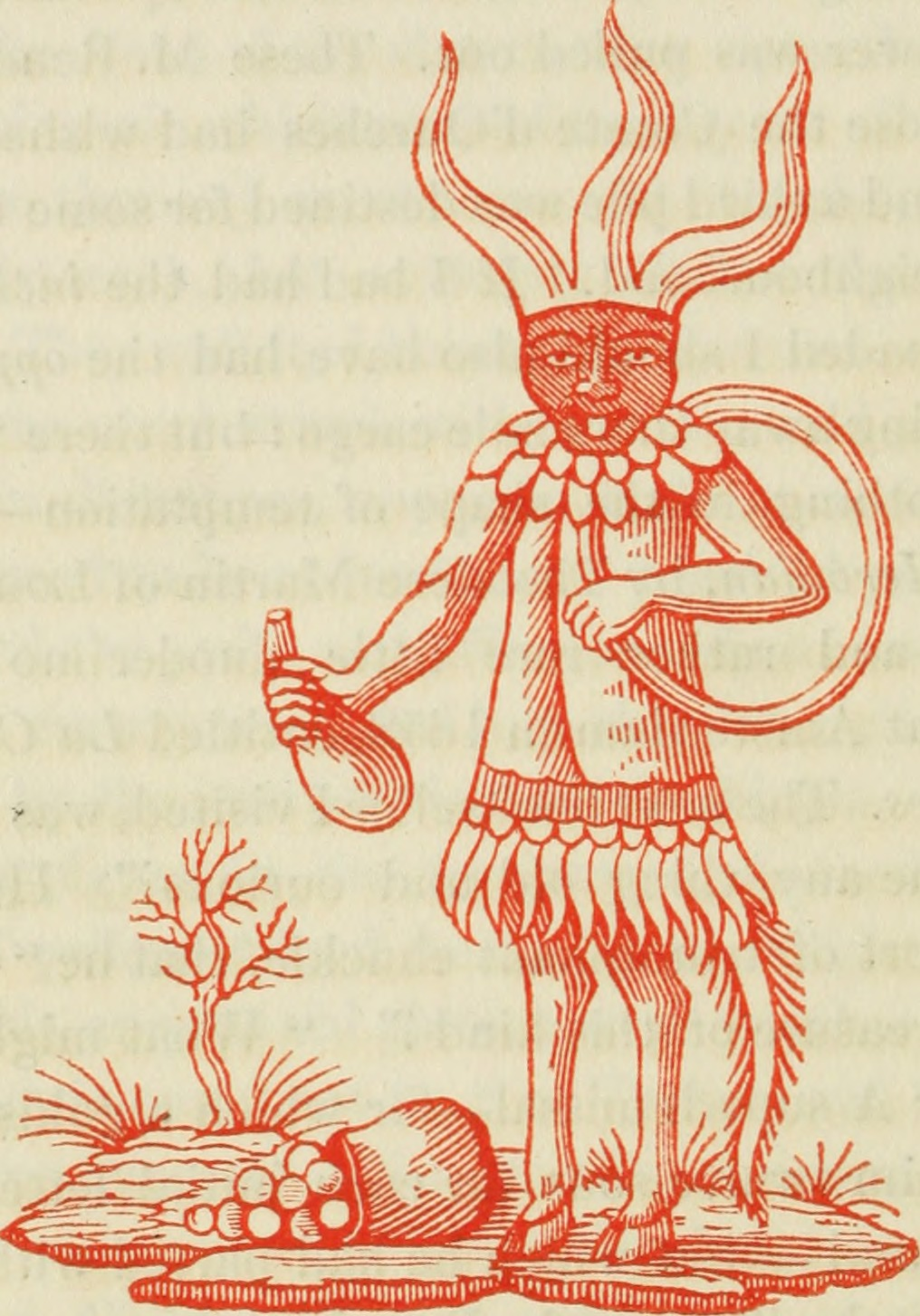
یک تور کتابشناختی، عتیقه و زیبا در فرانسه و آلمان سال: 1821 (دهه 1820)

گریمویزر اعظم کتابی در زمینهٔ سحر و جادو سیاه و سفید است. نسخه‌های مختلفی از این کتاب در سال‌های ۱۵۲۱، ۱۵۲۲ یا ۱۴۲۱ وجود دارد، اما احتمالاً این کتاب در اوایل قرن ۱۹ نوشته شده‌است.بنابر نظر اوون دیویس در سال ۱۷۰۲ نسخهٔ اولیهٔ این کتاب منتشر شد و احتمالاً یک نسخه عامه پسند از متن آن نیز در سال ۱۷۵۰ منتشر شده باشد. «فصل مقدماتی» این کتاب توسط شخصی به نام آنتونیو ونیتینا دل رابین تألیف شده‌است که ظاهراً این اطلاعات را از نوشته‌های اصلی پادشاه سلیمان جمع‌آوری کرده‌است. بسیاری از متون موجود در این کتاب از کلید سلیمان و کلید کوچکتر سلیمانگرفته شده‌است  این کتاب که با عنوان " اژدهای سرخ" نیز شناخته می‌شود, شامل دستورالعمل‌هایی برای احضار لوسیفر، به منظور ایجاد معامله ای با شیطان است. در این کتاب چندین شیطان و آیین احضار آنها (به منظور ایجاد پیمانی با آنها) تشریح شده‌است. همچنین چندین جادو را برای برنده شدن در قرعه کشی، ارتباط با ارواح، سحر کردنِ معشوقه، نامرئی شدن، و … شرح می‌دهد، خرید و فروش این کتاب در کشور ایالات متحده آمریکا ممنوع است، یک نسخه از این کتاب در دانشگاه ییل نگهداری می شود 
این کتاب در مورد شیطان Pazuzu است 

## شیاطین
در این کتاب از سه شیطان عمده و شش شیطان با درجات پایین تر یاد شده است. این شیاطین به‌طور مشابه در جادونامهٔ ورم نیز اولویت بندی شده‌اند. اما، در ترجمه انگلیسی اثر تارل وارویک، «شیاطین» با اصطلاح عمومی تر «ارواح» اشاره شده‌اند.
- لوسیفر: امپراتور
- بعل‌الذباب: یکی از شاهزادگان جهنم
- آستاروت: دوک بزرگ جهنم.
- لوسی فوژ رافوکالا، با حکم لوسیفر مسئول حکومت بر جهنم است.
- ساتاناچیا، فرمانده ارشد[۱۱] ارتش و تحت فرمان مستقیم لوسیفر
- آگالیارپ، فرمانده ارشد ارتش تحت فرمان مستقیم لوسیفر
- فلورتی، دوک متنفذی در جهنم
- سارگاناناس، سرتیپ
- نبیروس، بازرس کل